# 國立臺南家齊高級中等學校
國立臺南家齊高級中等學校（英語：National Tainan Chia-Chi Senior High School），簡稱家齊高中，舊稱臺南家職、家齊女中，位於臺南市中西區，設立於1924年，設有普通科高中及技術類科。目前各科皆為男女兼收。

## 校史
- 1924年創校，起初為一年制女子專修科，附設於臺南商業補習學校。
- 1933年正式獨立，稱為「臺南女子技藝學校」。
- 1937年，更名為「臺南實踐女學校」。
- 1941年，更名為「臺南家政女學校」。
- 1944年，更名為「臺南商業實踐女學校」。
- 1946年，改稱「臺南市立女子初級商業職業學校」。
- 1952年，奉令試辦高初級部家事科。
- 1954年，奉廳令正式改為「臺南市立家事職業學校」。
- 1956年9月，兼辦普通初中。
- 1957年，奉令代辦臺南市女中業務，同年11月1日該校成立，將該校45學年度兼辦之初中移交該校接管。
- 1962年，改制為「臺灣省立臺南家事職業學校」。
- 1970年7月，初級部結束，更名為「臺灣省立臺南高級家事職業學校」。
- 1971年8月1日，改制為「臺灣省立臺南家齊女子高級中學」。
- 1980年，增設「臺灣省立臺南家齊女子高級中學附設高級家事職業進修補習學校」。
- 1990年，高中部增設資賦優異教育舞蹈實驗班。
- 2000年2月，配合精省政策，該校改隸中央，更名為「國立臺南家齊女子高級中學」[2]。
- 2013年，高中部辦理語言實驗班1班。
- 2016年8月1日，更名為「國立臺南家齊高級中等學校」，並開始招收男生。
- 2018年，加入「跨國視訊學習交流計畫」，與姐妹校日本廣島神邊旭高校進行國際議題交流。
- 2024年10月29日，與日本兵庫縣立尼崎小田高中締結姊妹學校[3]。

## 歷任校長
| 任次     | 校長   | 任期時間              |
| -------- | ------ | --------------------- |
| 第一任   | 林章達 | 1945年12月－1956年1月 |
| 第二任   | 羅旭升 | 1956年1月－1956年5月  |
| 第三任   | 崔淑芬 | 1956年5月－1959年6月  |
| 第四任   | 鄧建黃 | 1959年6月－1975年8月  |
| 第五任   | 陳麗卿 | 1975年8月－1987年8月  |
| 第六任   | 王雁彬 | 1987年8月－1995年1月  |
| 第七任   | 唐璽惠 | 1995年2月－2001年7月  |
| 第八任   | 田正美 | 2001年7月－2009年8月  |
| 第九任   | 蔡瓊玉 | 2009年9月－2013年8月  |
| 第十任   | 張國津 | 2013年8月－2020年7月  |
| 第十一任 | 陳韻如 | 2020年8月-至今        |

## 姊妹校
- 日本 廣島縣立神邊旭高等學校（日语：広島県立神辺旭高等学校）
- 美国 哈佛大學（布萊斯教育（英语：Blyth Education））[4]
- 日本 兵庫縣立尼崎小田高等學校（日语：兵庫県立尼崎小田高等学校）[5]

## 外部連結
- 國立臺南家齊高級中等學校（页面存档备份，存于）